# Gifu (prefectuur)

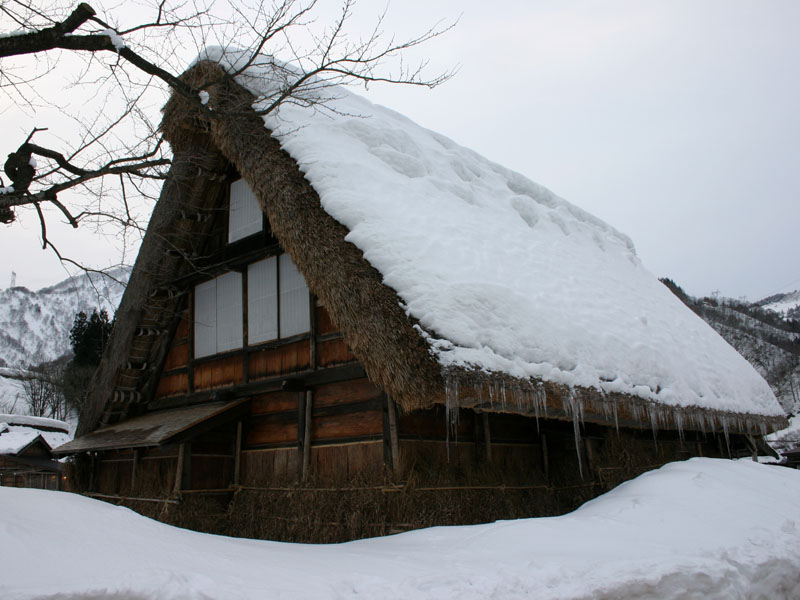
Gokayama

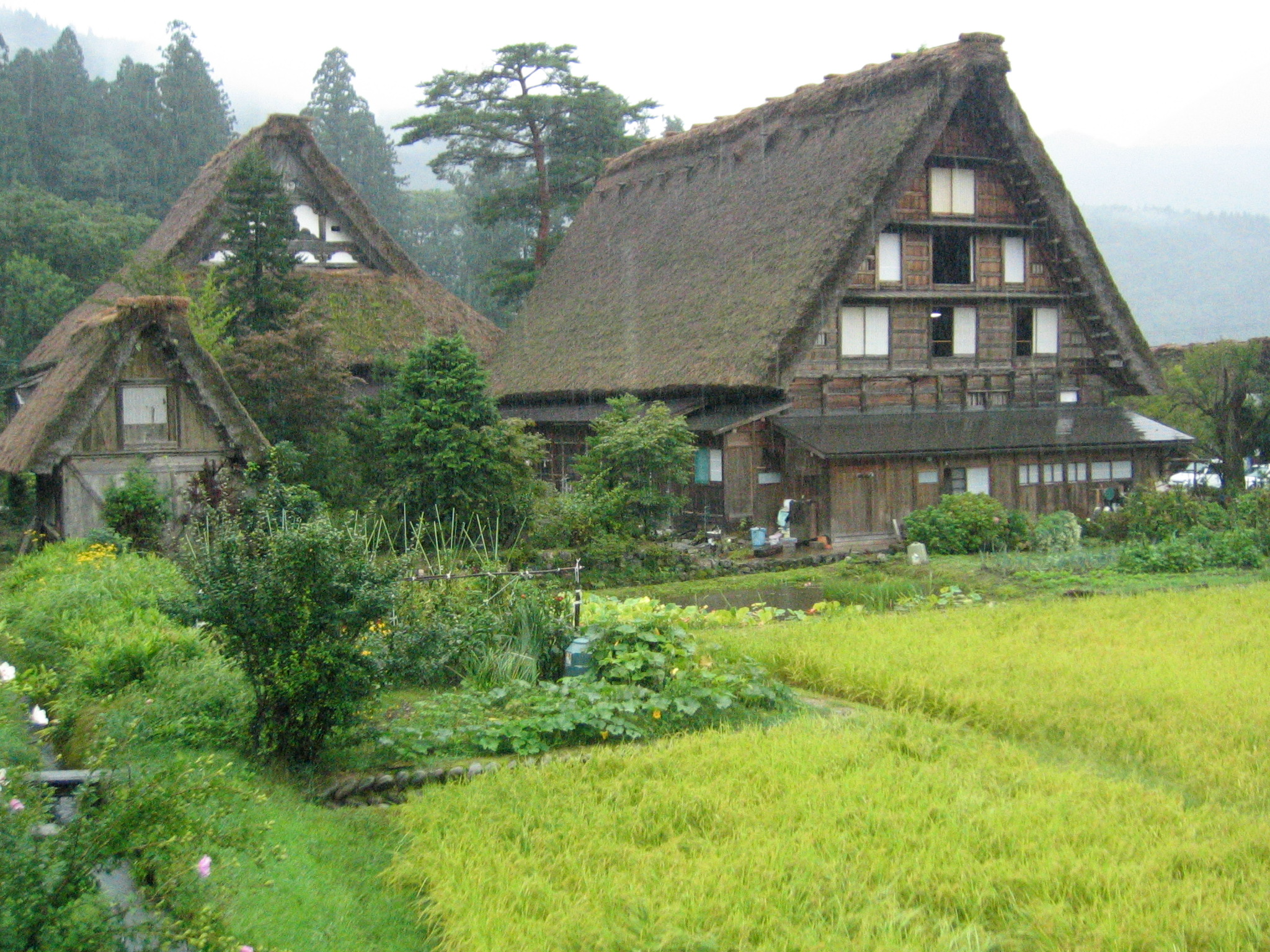
Shirakawa-gō

De prefectuur Gifu (Japans: 岐阜県, Gifu-ken) is een Japanse prefectuur in de regio Chubu in Honshu. Gifu heeft een oppervlakte van 10.621,17 km² en had op 1 maart 2008 een bevolking van ongeveer 2.101.082 inwoners. De hoofdstad is Gifu.

## Geschiedenis
De prefectuur Gifu is ontstaan uit de voormalige  provincies Hida en Mino. Het gebied kreeg zijn naam van Oda Nobunaga tijdens zijn campagne van de eenmaking van Japan. Gifu stond verder bekend als het centrum van de zwaardkunst in Japan.

## Geografie
Het is een van de weinige volledig door land ingesloten prefecuren van Japan. De prefectuur Gifu wordt begrensd door 7 prefecturen : Aichi, Fukui(福井), Ishikawa, Mie, Nagano, Shiga en Toyama. De noordelijke regio Hida wordt gedomineerd door hoge bergen, waaronder de Japanse Alpen. De zuidelijk regio Mino bestaat uit een vruchtbare vlakte. Het merendeel van de bevolking van de prefectuur leeft in het zuidelijke deel, dicht bij de decretaal gedesigneerde stad Nagoya.
De administratieve onderverdeling is als volgt :

### Zelfstandige steden (市) shi
Er zijn 21 steden in de prefectuur Gifu.
| - Ena - Gero - Gifu (hoofdstad) - Gujo - Hashima - Hida - Kakamigahara - Kani - Kaizu - Mino - Minokamo | - Mizuho - Mizunami - Motosu - Nakatsugawa - Ōgaki - Seki - Tajimi - Takayama - Toki - Yamagata |

### Gemeenten (郡 gun)
De gemeenten van Gifu, ingedeeld naar district:
| District | Gemeenten                                                                    |
| -------- | ---------------------------------------------------------------------------- |
| Anpachi  | Anpachi - Gōdo - Wanouchi                                                    |
| Fuwa     | Sekigahara - Tarui                                                           |
| Hashima  | Ginan - Kasamatsu                                                            |
| Ibi      | Ibigawa - Ikeda - Ono                                                        |
| Kamo     | Hichisō - Higashishirakawa - Kawabe - Sakahogi - Shirakawa - Tomika - Yaotsu |
| Kani     | Mitake                                                                       |
| Motosu   | Kitagata                                                                     |
| Ono      | Shirakawa                                                                    |
| Yoro     | Yoro                                                                         |

### Fusies
(Situatie op 20 maart 2006) 
Zie ook: Gemeentelijke herindeling in Japan
- Op 1 april 2003 werden de gemeenten IJira, Miyama en Takatomi van het District Yamagata samengevoegd tot de nieuwe stad Yamagata. Het District Yamagata hield op te bestaan na deze fusie.

- Op 1 mei 2003 fusioneerden de gemeenten Hozumi en Sunami tot de nieuwe stad Mizuho.

- Op 1 februari 2004 werden de gemeenten Itonuki, Motosu, Neo en Shinsei van het District Motosu samengevoegd tot de nieuwe stad Motosu.

- Op 1 februari 2004 fusioneerden de gemeenten Furukawa, Miyagawa, Kawai en Kamioka van het District Yoshiki tot de nieuwe stad Hida.

- Op 1 maart 2004 fusioneerden alle zeven gemeenten (Hachiman, Meihou, Minami, Shitori, Takasu, Wara en Yamato) van het District Gujo tot de nieuwe stad Gujo. Het District Gujo hield op te bestaan als gevolg van deze fusie.

- Op 1 maart 2004 fusioneerden alle vier gemeenten (Gero, Hagiwara, Kanayama, Osaka en Maze) van het District Mashita tot de nieuwe stad Gero. Het District Mashita verdween als gevolg van deze fusie.

- Op 25 oktober 2004 werden de gemeenten Akechi, Iwamura, Kamiyahagi, Kushihara en Yamaoka (allen van het District Ena) aangehecht bij de stad Ena.

- Op 1 november 2004 werd de gemeente Kawashima van het District Hashima aangehecht bij de stad Kakamigahara.

- Op 31 januari 2005 fusioneerden zes gemeenten van het District Ibi tot de nieuwe gemeente Ibigawa. De gemeenten die betrokken waren bij deze fusie zijn : Fujihashi, Ibigawa, Kasuga, Kuze, Sakauchi en Tanigumi.

- Op 1 februari 2005 werden de gemeenten Asahi, Kiyomi, Kuguno, Miya, Nyukawa, Shokawa en Takane (allen van het District Ono) en de gemeenten Kamitakara en Kokufu (beide van het District Yoshiki) aangehecht bij de stad Takayama. Het District Yoshiki verdween als gevolg van deze fusie.

- Op 7 februari 2005 werden de gemeenten Horado, Itadori, Kaminoho, Mugegawa en Mugi (allen van het District Mugi) aangehecht bij de stad Seki. Het District Mugi verdween als gevolg van deze fusie.

- Op 13 februari 2005 werden de gemeenten Fukuoka, Hirukawa, Kashimo, Kawaue, Sakashita en Tsukechi (allen van het District Ena ) aangehecht bij de stad Nakatsugawa. Het District Ena verdween als gevolg van deze fusie.

- Op 28 maart 2005 fusioneerden alle gemeenten van het District Kaizu (Hirata, Kaizu and Nannou) tot de nieuwe stad Kaizu.

- Op 1 mei 2005 werd de gemeente Kaneyama van het District Kani aangehecht bij de stad Kani.

- Op 1 januari 2006 werd de gemeente Yanaizu van het District Hashima aangehecht bij de stad Gifu.

- Op 23 januari 2006 werd de gemeente Kasahara van het District Toki aangehecht bij de stad Tajimi. Het District Toki verdween na deze fusie.

- Op 27 maart 2006 werden de gemeente Kamiishizu van het District Yoro en de gemeente Sunomata van het District Anpachi aangehecht bij de stad Ogaki.

## Economie
De landbouw is vooral geconcentreerd in de zuidelijke regio Mino en de noordelijke regio Hida. De landbouwbedrijven van Gifu voorzien de markt gedurende het volledige jaar van verse producten. In de zuidwestelijke vlaktes vindt men voornamelijk rijstteelt. Dit is toe te schrijven aan het warme klimaat. In de koelere plateaus in de centrale, oostelijke en noordelijke gebieden van Gifu, is de teelt van (zomer/ herfst) tomaten, de Kashu, spinazie en de zomerdaikon (Japanse radijs) populair. De zuivelproducten en vooral het rundvlees Hida, dat ook in het bergachtige noorden wordt gecultiveerd, zijn over gans Japan bekend. Het zuivere water van de prefectuur vormt een ideaal milieu voor aquacultuur. Er wordt vooral regenboogforel en Amago zalm gekweekt.
Verder is 19% van alle productieverwerkende industrie van Japan geconcentreerd in Gifu. Het betreft voornamelijk de productie van kledij, keramiek, meubilair, bestek, hout, papier, plastiek en voedsel.

## Bezienswaardigheden
De historische dorpen van Shirakawa-gō en Gokayama. Deze dorpen zijn bekend van hun "Gassho-zukuri” huizen (letterlijk vertaald biddende handen, zo genoemd omdat de daken van de huizen lijken op twee samengevouwen handen). In 1995 erkende UNESCO de historische dorpen van Shirakawa-go en Gokayama als Werelderfgoed.